# Siphamia mossambica
Siphamia mossambica är en fiskart som beskrevs av Smith, 1955. Siphamia mossambica ingår i släktet Siphamia och familjen Apogonidae. Inga underarter finns listade i Catalogue of Life.